# Paradisio
Paradisio foi uma banda belga de eurodance formada em 1994 pelos produtores Patrick Samoy e Luc Rigaux. O principal hit da banda é a canção "Bailando", que se tornou o principal hino do verão na Bélgica, além de ter vendido mais de 5 milhões de cópias em todo o mundo. Em sua formação original, a banda consistia em Samoy, Rigaux e María Isabel García Asensio, além de contar com Sandra de Gregorio, Marie-Belle Perez e Shelby Diaz.
Atualmente, o Paradisio continua ativo, com apenas Patrick Samoy (como membro original da banda desde sua formação em 1994) e a cantora Raquel Rodgers Rodriguez, como vocalista principal.

## Discografia

### Álbuns
1997: Paradisio

### Singles
- "Un Clima Ideal" (1995)
- "Bailando" (1996)
- "Bandolero" (1996)
- "Vamos a la Discoteca" (1997)
- "Dime Como" (1997)
- "Paseo" (1998)
- "Samba Del Diablo" (1999)
- "La Propaganda" (2000)
- "Vamos a la Discoteca 2001" (feat. Alexandria) (2001)
- "Luz de la Luna" (2003)